# San Bernardo del Viento
San Bernardo del Viento é um município da Colômbia, localizado no departamento de Córdoba.